# 9965 GNU
جي أن يو (ويعرف أيضًا باسم 9965 جي أن يو وفق تسمية الكوكب الصغير) (بالإنجليزية: GNU)‏ هو كويكب ضمن حزام الكويكبات؛ وترتيبه 9965 من حيث الاكتشاف.
اكتُشف هذا الجُرم الفلكي بواسطة سبيس واتش في 5 مارس 1992، وأُطلق عليه هذا الاسم نسبةً إلى جنو.

## وصلات خارجية
- 9965 GNU في قاعدة بيانات مختبر الدفع النفاث لأجرام النظام الشمسي الصغيرة

- الاكتشاف · مخطط المدار ·  العناصر المدارية · المعلمات المادية

- 9965 GNU على موقع ويكي سكاي: DSS2, SDSS, GALEX, IRAS, Hydrogen α, X-Ray, Astrophoto, Sky Map, Articles and images